# Харолд Холт
Харолд Едвард Холт (енгл. Harold Edward Holt; 5. август 1908 – 17. децембар 1967) је био аустралијски политичар који је служио као 17. премијер Аустралије од 1966. до свог нестанка и вероватне смрти 1967. Мандат је добио као вођа Либералне партије.
Холт је рођен у Сиднеју а у детињству се преселио у Мелбурн, где је студирао право на Универзитету у Мелбурну. Пре него што је почео да се бави политиком, бавио се правом и био је лобиста за власнике биоскопа. Први пут је изабран у Представнички дом са 27 година, 1935. године. Био је члан Партије уједињена Аустралија (УАП), и постављен је за министра без портфеља 1939, када је његов ментор Роберт Мензис постао премијер. Његов министарски мандат је прекинут кратким службовањем у аустралијској војсци, из које је опозван у кабинет након смрти три министра у авионској несрећи. Влада је поражена на изборима 1941, што је послало УАП у опозицију, а Холт се учланио у новоосновану Либералну партију 1945.
Када су Либерали преузели власт 1949, Холт је постао значајна личност у новој влади премијера Мензиса. Као министар за имиграцију (1949–1956), проширио је послератну имиграциону схему, и олабавио политику беле Аустралије по први пут. Такође је био утицајан и као министар рада и националне службе (1949–1958), када се бавио разним споровима о индустријским односима. Холт је изабран за заменика вође Либералне партије 1956, а након избора 1958. је заменио Артура Фадена као шеф трезора. Надгледао је стварање Резервне банке Аустралије и децималног аустралијског долара, али је такође и окривљен за кредитну кризу која је умало коштала Коалицију победе на изборима 1961. Међутим, привреда се убрзо опоравила, и Холт је задржао своје место као Мензисов вероватни наследник.
Холт је постао премијер у јануару 1966, када је без противкандидата изабран за вођу Либерала након Мензисовог пензионисања. Учествовао је на општим изборима касније те године, где је његова странка остварила велику победу. Холтова влада је наставила да демонтира „политику беле Аустралије”, донела је амандман на Устав како би федералној влади дала одговорност за домородачка питања, и извео је Аустралију из зоне стерлинга (група земаља која везује своје валуте за фунту стерлинга). Холт се залагао за јаче учешће Аустралије у дешавањима у Азији и на Пацифику, и посетио је бројне источноазијске државе. Његова влада је проширила учешће Аустралије у рату у Вијетнаму, и наставила а одржавањем блиских веза са Сједињеним Државама под председником Линдоном Џонсоном.
У децембру 1967, Холт је нестао док је пливао у немирним водама на плажи Шевиот у Викторији. Проглашен је мртвим иако његово тело никад није нађено; његов нестанак је довео до разних теорија завере. Холт је био трећи премијер Аустралије који је умро за време свог мандата. Привремено га је заменио вођа Националне партије Џон Макивен, а затим Џон Гордон.
У његову част је назван комплекс са базенима који се налази у Мелбурну.